# The New Saints of Oswestry Town & Llansantffraid Football Club
The New Saints of Oswestry Town & Llansantffraid Football Club, abbreviato in The New Saints, è un club calcistico britannico che rappresenta il villaggio gallese di Llansantffraid-ym-Mechain e quello inglese di Oswestry.
Affiliato alla federazione gallese e militante in Welsh Premier League, disputa tuttavia i suoi incontri interni a Oswestry.

## Storia
Fondato nel 1959 come Llansantffraid F.C., il club militò nelle categorie minori del calcio gallese fino all'inizio degli anni novanta del XX secolo.
La promozione nella massima serie giunse nel 1992-93, con la vittoria del campionato di seconda divisione.
Nel 1995 giunse il primo trofeo della squadra, la Coppa di Lega; la stagione successiva la conquista della Coppa del Galles con conseguente esordio continentale in Coppa delle Coppe.
Tale impresa sportiva spinse una locale software house, Total Network Solutions, a intraprendere un forte investimento nel club di 250000 £, che incluse anche il cambio di denominazione in Total Network Solutions Llansantffraid F.C..
I club così ridenominato affrontò il primo turno di Coppa contro i polacchi del Ruch Chorzów pareggiando 1-1 la gara interna ma uscendo sconfitta per 5-0 nel ritorno.
Nel 1997 fu acquisita da Total Network Solution che diede al club il proprio nome, e nel 2000 il club divenne campione gallese.
Nel 2003 l'Oswestry Town, storico club inglese fondato nel 1860 e militante nel sistema gallese, si fuse a causa di problemi economici con TNS.
L'operazione richiese l'autorizzazione dell'UEFA a causa del fatto che si trattava della fusione societaria di club appartenenti a due distinte federazioni nazionali.
Nella stagione 2005-06, che il Liverpool affrontava da campione d'Europa in carica ma, per una carenza del regolamento UEFA, impossibilitato a qualificarsi direttamente alla Champions League in quanto giunto quinto in Premier League, il TNS si offrì di mettere in palio contro il club inglese la propria partecipazione ai preliminari della competizione continentale in uno spareggio in gara unica da disputarsi al Millennium Stadium di Cardiff previa autorizzazione di UEFA, FA e FAW.
Tale eventualità non si concretizzò perché nel frattempo il Liverpool subentrò a un club rinunciatario, ma singolarmente fu sorteggiato proprio contro il TNS nel primo turno preliminare, agevolmente vinto dal club del Merseyside.
Alla fine della stagione 2005-2006 Total Network Solutions cessa il suo periodo di sponsorizzazione, sostituito da British Telecom. Per questo fu necessario trovare un nuovo nome alla squadra. Dopo varie discussioni fu trovato il nome: The New Saints F.C., tuttora nome della squadra.
La squadra prende parte alle qualificazioni per la fase a giorni della UEFA Champions League 2018-2019. Qui si rende protagonista di un risultato clamoroso: dopo aver perso 5-0 in Macedonia contro lo Škendija, al ritorno la squadra gallese prova un’insperata rimonta mai riuscita prima in una competizione europea; la partita termina 4-0, non sufficiente per passare il turno. Di conseguenza la squadra viene regredita alle qualificazioni della UEFA Europa League 2018-2019 e qui elimina la squadra di Gibilterra del Lincoln Red Imps con un 2-1 in Galles e un pareggio in trasferta, per poi venire, a sua volta, eliminato dal Midtjylland. Nella stessa stagione vince il campionato gallese e la coppa nazionale, ripetendosi poi nell'edizione 2021-22.
Nel primo turno della UEFA Champions League 2022-2023 la quadra gallese viene eliminata dai modesti campioni nordirlandesi del Linfield; dopo aver vinto l'andata 1-0, al ritorno gli avversari pareggiano al quarto minuto di recupero del secondo tempo e al minuto 95 trovano il gol del 2-0 che elimina i gallesi.
Nella stagione 2024-25 viene inizialmente eliminata nel secondo turno della UEFA Champions League 2024-2025 dagli ungheresi del Ferencvaros, venendo così retrocessa alla fase ad eliminazione della UEFA Europa League 2024-2025, nel terzo turno della quale perde contro i moldavi del Petrocub Hîncești. Retrocessi pertanto alla fase playoff della UEFA Conference League 2024-2025, affronta i lituani del Panevėžys, contro i quali, grazie ad un 3-0 in trasferta e ad uno 0-0 in casa, giunge una storica qualificazione alla fase finale della competizione.

## Strutture

### Stadio
La squadra gioca attualmente le sue gare casalinghe al Park Hall di Oswestry, dopo aver lasciato il Recreation Ground. Per le sfide europee, essendo lo stadio non a norma per le direttive UEFA riguardanti le gare internazionali, la squadra si sposta a Newtown oppure a Wrexham. In una occasione, per un incontro con gli inglesi del Manchester City nel 2003, si è giocato nel grande Millennium Stadium di Cardiff.

## Rosa attuale
| N. |                             | Ruolo | Calciatore               |
| -- | --------------------------- | ----- | ------------------------ |
| 1  | Inghilterra (bandiera)      | P     | Paul Harrison (capitano) |
| 3  | Inghilterra (bandiera)      | D     | Chris Marriott           |
| 4  | Galles (bandiera)           | D     | Keston Davies            |
| 5  | Inghilterra (bandiera)      | D     | Ryan Astles              |
| 6  | Inghilterra (bandiera)      | C     | Jonathan Routledge       |
| 7  | Inghilterra (bandiera)      | A     | Dean Ebbe                |
| 8  | Irlanda del Nord (bandiera) | C     | Ryan Brobbel             |
| 9  | Scozia (bandiera)           | A     | Declan McManus           |
| 10 | Inghilterra (bandiera)      | C     | Daniel Redmond           |
| 11 | Polonia (bandiera)          | A     | Adrian Cieślewicz        |
| 12 | Inghilterra (bandiera)      | D     | Blaine Hudson            |
| 14 | Inghilterra (bandiera)      | C     | Daniel Williams          |
| 17 | Inghilterra (bandiera)      | C     | Jordan Williams          |
| 18 | Inghilterra (bandiera)      | A     | Louis Robles             |

| N. |                        | Ruolo | Calciatore          |
| -- | ---------------------- | ----- | ------------------- |
| 19 | Galles (bandiera)      | C     | Ben Clark           |
| 21 | Galles (bandiera)      | C     | Leo Smith           |
| 22 | Galles (bandiera)      | D     | Danny Davies        |
| 23 | Inghilterra (bandiera) | C     | Jeanny Leblanc-Akpo |
| 24 | Galles (bandiera)      | D     | Ash Baker           |
| 25 | Galles (bandiera)      | P     | Connor Roberts      |
| 26 | Inghilterra (bandiera) | D     | Jordan Marshall     |
| 31 | Galles (bandiera)      | D     | Morgan Daykin       |
| 33 | Galles (bandiera)      | D     | Tom Williams        |
| 34 | Inghilterra (bandiera) | A     | Lewis Rees          |
| 37 | Inghilterra (bandiera) | D     | Josh Bailey         |
| 44 | Irlanda (bandiera)     | C     | Tom Holland         |
| 47 | Galles (bandiera)      | C     | Beau Cornish        |

## Rose delle stagioni precedenti
- 2011-2012

## Palmarès

### Competizioni nazionali
- Campionato gallese: 17  (record)

1999-2000, 2004-2005, 2005-2006, 2006-2007, 2009-2010, 2011-2012, 2012-2013, 2013-2014, 2014-2015, 2015-2016, 2016-2017, 2017-2018, 2018-2019, 2021-2022, 2022-2023, 2023-2024, 2024-2025
- Coppa del Galles: 10

1995-1996, 2004-2005, 2011-2012, 2013-2014, 2014-2015, 2015-2016, 2018-2019, 2021-2022, 2022-2023, 2024-2025
- FAW Premier Cup: 1

2006-2007
- Welsh League Cup: 11  (record)

1994-1995, 2005-2006, 2008-2009, 2009-2010, 2010-2011, 2014-2015, 2015-2016, 2016-2017, 2017-2018, 2023-2024, 2024-2025
- Cymru Alliance: 1

1992-1993

### Competizioni regionali
- Shropshire Senior Cup: 1

2011-2012

### Altri piazzamenti
- Campionato gallese:

Secondo posto: 2001-2002, 2002-2003, 2003-2004, 2007-2008, 2010-2011, 2019-2020, 2020-2021
Terzo posto: 2008-2009
- Coppa del Galles:

Finalista: 2016-2017, 2023-2024
Semifinalista: 2010-2011, 2012-2013, 2019-2020
- Welsh League Cup:

Finalista: 2012-2013
Semifinalista: 2011-2012, 2018-2019
- FAW Premier Cup:

Semifinalista: 2004-2005, 2005-2006
- Scottish Challenge Cup:

Finalista: 2023-2024
Semifinalista: 2016-2017, 2017-2018
- Cymru Alliance:

Secondo posto: 1991-1992

## Statistiche

### Statistiche nelle competizioni UEFA
Statistiche aggiornate alla stagione 2025-2026.
| Competizione                  | Partecipazioni | G  | V  | N | P  | RF | RS |
| ----------------------------- | -------------- | -- | -- | - | -- | -- | -- |
| UEFA Champions League         | 18             | 46 | 11 | 7 | 28 | 44 | 80 |
| Coppa delle Coppe             | 1              | 2  | 0  | 1 | 1  | 1  | 6  |
| Coppa UEFA/UEFA Europa League | 10             | 24 | 3  | 5 | 16 | 22 | 58 |
| UEFA Conference League        | 5              | 14 | 5  | 3 | 10 | 26 | 25 |